# Tamina (Schiff)
Bei dem Seenotrettungsboot (SRB) Tamina handelt es sich um ein Boot der so genannten 7-Meter-Klasse der Deutschen Gesellschaft zur Rettung Schiffbrüchiger (DGzRS), gebaut 1971 von der Schweers-Werft in Bardenfleth unter der Baunummer 6418. Die interne Bezeichnung lautete KRST 20.

## Namensgebung
Tamina ist ein friesischer Frauenname; die Benennung des Bootes mit diesem Namen drückt die Verbundenheit der DGzRS zur deutschen Küste aus.

## Technische Ausstattung
Das Seenotrettungsboot war mit Funkanlagen, Echolot, GPS, Fremdlenzpumpe und einer Bergungspforte ausgestattet.
Das Boot besaß, wie alle „echten“ Boote der 7-m-Klasse, kein Radargerät (nähere Erläuterung dazu: Seenotrettungsboot Kaatje).

## Stationierungen
Im Gegensatz zu den meisten anderen Seenotrettungsbooten der DGzRS hatte die Tamina im Laufe ihrer Dienstzeit nur zwei Einsatzstandorte. Nach der Ablieferung am 23. Juli 1971 war sie bis April 1972 auf Langeoog zur Erprobung stationiert. Vom 17. April 1972 bis zur Außerdienststellung am 8. April 1994 durchgehend auf der DGzRS-Station der Insel Baltrum eingesetzt.

## Verbleib
Das Boot wurde nach dem Dienst bei der DGzRS an die Kurverwaltung Büsum abgegeben, die das Boot der DLRG unter dem Namen Büsum zur Verfügung stellte. Nach einigen Jahren, in denen das Boot nicht genutzt wurde, wurde es 2001 in private Hand verkauft. Der neue Eigner taufte das Fahrzeug auf den alten Namen Tamina um, restaurierte es und stellte den optischen Zustand der 1970er Jahre in oranger Farbe als fahrtüchtiges Museumsboot wieder her.
Vom Sommer 2005 bis zum 3. Oktober des Jahres wurde das Boot als Teil der Ausstellung „Aus Sturm und Not – 140 Jahre Seenotrettung in Deutschland“ im Bremer Focke-Museum ausgestellt.